# Ozren (planina u BiH)
Ozren je planina u Bosni i Hercegovini.
Nalazi se u sjevernoj Bosni, jugoistočno od Doboja, većim dijelom u općini Petrovo. Najviši vrh Ozrena je Velika Ostravica na 918 metara nadmorske visine. Ostali vrhovi nisu viši od 900 metara. Na Ozrenu se nalaze dva manja jezera: Orlovo i Goransko jezero.
Godine 2018., berba trave ive na Ozrenu uvrštena je na UNESCO-ov popis Svjetske baštine.

## Vanjske poveznice
- Ozren Outdoor (srp.)